# کارکس ابتوساتا
کارکس ابتوساتا (نام علمی: Carex obtusata) نام یک گونه از سرده جگن است.